# Air Tindi

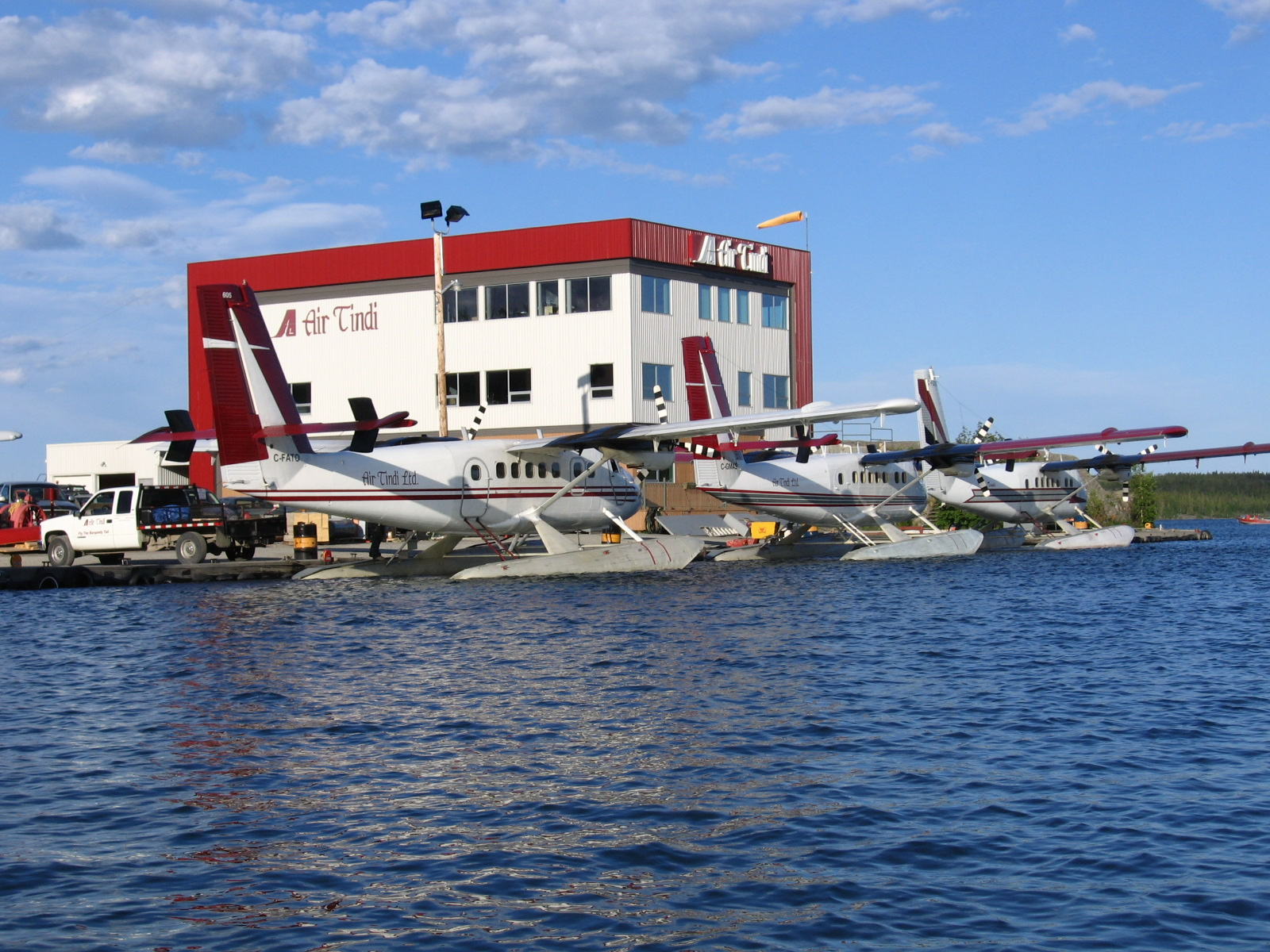
Літаки Air Tindi

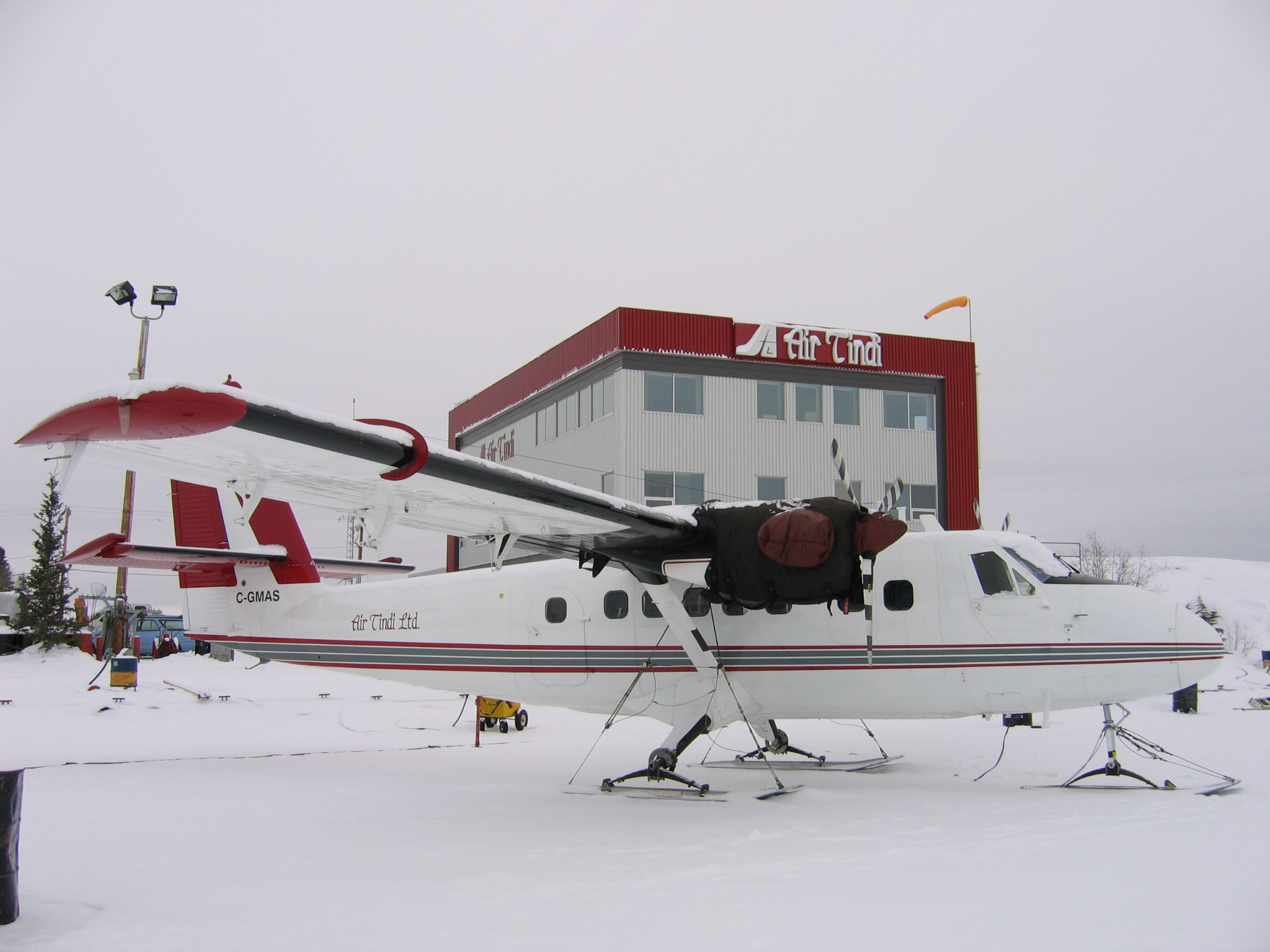
Літак Air Tindi, зимовий варіант

Air Tindi — канадська авіакомпанія місцевого значення зі штаб-квартирою в місті Йеллоунайф (Північно-Західні території), яка виконує регулярні і чартерні рейси з аеропортів провінції. Порт приписки знаходиться в Аеропорту Йеллоунайф.
Авіакомпанія раніше повністю перебувала у приватній власності сім'ї Ерічак. Назва перевізника (Tindi) походить з мови місцевого народу тайчо і означає «Велике озеро» з посиланням на Велике Невільниче озеро, що знаходиться в провінції Британська Колумбія.

## Історія
Авіакомпанія Air Tindi була утворена 1 листопада 1988 року і мала в своєму парку чотири літака, здатних здійснювати посадку на ґрунт, воду і сніг.
У 1990 році за фінансової підтримки компанії «Rae-Edzo Development Corporation» Air Tindi придбала перший лайнер De Havilland Canada DHC-6 Twin Otter, що дозволило розпочати програму збільшення власної маршрутної мережі та надавати більш розширений список послуг у частині вантажних авіаперевезень. У 1991 році Air Tindi придбала невелику місцеву авіакомпанію Latham Island Airways і отримала в своє розпорядження ще чотири лайнера. До середини 1992 року експлуатувала чотири літаки Twin Otter на поплавцях, здатних здійснювати зльоти і посадки з водної поверхні. У 1993 році авіакомпанія отримала у розпорядження великий літак De Havilland Canada DHC-4 Caribou, завданням якого стало забезпечення постачанням віддалених населених пунктів і гірничодобувних артілей. У 1996 році в Air Tindi надійшов ще один великий лайнер de Havilland Canada Dash 7.
19 грудня 2006 року Air Tindi була придбана канадським авіахолдингом Discovery Air Inc, штаб-квартира якого знаходиться в місті Лондон, провінція Онтаріо. За заявою керівництва холдинг має намір зберегти торговельну марку Air Tindi, сервісні послуги і схему перевезень, що діяло до здійснення операції придбання авіакомпанії.

## Маршрутна мережа
Станом на січень 2009 року авіакомпанія Air Tindi крім чартерних і вантажних здійснювала регулярні рейси в такі аеропорти Канади::
- Бехчоко — Аеропорт Бехчоко
- Форт-Сімпсон — Аеропорт Форт-Сімпсон
- Жаметі — Аеропорт Жаметі
- Лутселке — Аеропорт Лутселке
- Веквити — Аеропорт Веквити
- Ваті — Аеропорт Ваті
- Йеллоунайф — Аеропорт Йеллоунайф

## Флот
У вересні 2009 року повітряний флот авіакомпанії Air Tindi становили такі повітряні суду: